# Indonesian Tsunami Early Warning System
Das Indonesian Tsunami Early Warning System ist das staatliche Tsunami-Frühwarnsystem des Staates Indonesien, betrieben von dessen Agentur für Meteorologie, Klima und Geophysik (BMKG). Das BMKG gibt anhand des Systems Tsunami-Warnungen heraus und setzt Alarmketten in Gang. Ende 2018 ordnete Indonesiens Präsident Joko Widodo an, ein neues Tsunami-Warnsystem aufzubauen. Die Funktion des bis Ende 2018 bestehenden Systems ist umstritten.

## Geschichte
Ein Teil des Indonesischen Warnsystems basiert auf dem indonesisch-deutschen Projekt GITEWS, das von 2004 bis 2011 ein Frühwarnsystem aufbaute. Durch mangelnde Finanzierung, Vandalismus an Messeinrichtungen und fehlende Betreuung sei dieses System nach Medienmeldungen (Al Jazeera) seit 2012 nicht mehr in Betrieb; auch beim Sulawesi-Erdbeben 2018 erreichte die Alarmierung die vom Tsunami betroffenen Menschen nicht hinreichend.
Das aktuelle Tsunami-Frühwarnsystems besteht aus einem Netz von 134 Pegelmessstationen, unterstützt von Seismografen an Land. Öffentliche Sirenen an 55 Orten und ein SMS-Alert sollen die Betroffenen in den Küstenregionen warnen.
Ein Prototyp für dieses System war mit Hilfe der US National Science Foundation in Höhe von 4,1 Millionen USD entwickelt worden.
Die Daten sind Teil des Indian Ocean Tsunami Warning System. Nach dem Tsunami in der Straße von Java und Sumatra Ende Dezember 2018, kündigten staatliche Vertreter an, 2019 ein funktionierendes Warnsystem aufbauen zu wollen.